# 川島郷歌
「川島郷歌」（かわじまごうか）は、日本の埼玉県比企郡川島町に伝えられる郷土唱歌である。作詞・佐佐木信綱、作曲・田村虎蔵（クレジット上は「東京音楽学校」名義）。

## 解説
1910年（明治43年）8月に東日本の広い範囲を襲った大水害からの復興を祈願し、比企郡教育会第一部会に属していた6村（中山村、伊草村、三保谷村、出丸村、八ツ保村、小見野村）の尋常小学校による連合大運動会が三保谷尋常小学校で10月に行われた。この運動会が地域住民の協力で盛況となったことを受けて「川島郷内住民の共通の心をうたい、郷内団結を強める」ための楽曲作成が提唱され、男爵で元埼玉県知事の千家尊福に作詞が依頼される。しかし、千家から提供を受けた歌詞の作曲が難航を極めたため別の識者に作り直しを依頼することになり、新たに佐佐木信綱の作詞を得て東京音楽学校助教授の田村に作曲を依頼し、完成をみた。
1954年（昭和29年）に川島郷の6村が合併して川島町が成立したことを機に再び町の歌として親しまれるようになり、埼玉県内で制定された現行の市町村歌では最古の楽曲とされているが、実際に公的な儀式・行事で歌われる機会は少なく地域・学校の盆踊りや鼓笛などで演奏されるに留まっている。

## 歌詞
歌詞と旋律のいずれも著作権の保護期間を満了し、パブリックドメインとなっている。

### 2番の改訂
戦後の合併に前後して、2番の歌詞の一部が以下のように原詞から改訂されている。
- 花のみのりも→花のかおりも
- 御代の恵みの→天の恵みの

## 音源
1972年（昭和47年）頃に指揮・ピアノ：利根川昭子（川島町立川島中学校教諭）、斉唱：川島中学校生徒、編曲者・オルガン奏者・打楽器（太鼓・鈴）奏者不詳のレコード盤が作成された。
1992年（平成4年）には指揮：寺岡等（埼玉県警察音楽隊長）、斉唱：川島中学校生徒、編曲・演奏：埼玉県警察音楽隊および押川冨久男の独唱を収録したCDが町により自主制作されている。